# Río Angachilla
Río Angachilla är ett vattendrag i Chile.   Det ligger i regionen Región de Los Lagos, i den södra delen av landet, 700 km söder om huvudstaden Santiago de Chile.
I omgivningarna runt Río Angachilla växer i huvudsak blandskog. Runt Río Angachilla är det ganska tätbefolkat, med 166 invånare per kvadratkilometer.